# La Zubia
La Zubia es un municipio español situado en la parte meridional de la comarca de la Vega de Granada, en la provincia de Granada, comunidad autónoma de Andalucía. Limita con los municipios de Granada, Huétor Vega, Cájar, Monachil, Dílar, Gójar y Ogíjares. Buena parte de su término municipal pertenece al parque nacional y natural de Sierra Nevada. El municipio zubiense es una de las treinta y cuatro entidades que componen el área metropolitana de Granada, y comprende los núcleos de población de La Zubia —capital municipal—, Cumbres Verdes y El Barrichuelo.

## Toponimia
El topónimo deriva del árabe az-Zāwīa ('la ermita' o 'el lugar de retiro'), el mismo origen que otros topónimos españoles como Adsubia (Alicante) o La Azohía (Murcia). Otros filólogos aluden a que es erróneo relacionar el nombre del pueblo con zāwīa, y que hay que asociarlo exactamente con zubia (del árabe hispánico zúbya, y este del árabe clásico zubyah) que significa en árabe 'lugar donde fluye el agua' o 'corriente de agua en un arenal', que describiría las características del emplazamiento del pueblo. Por otra parte también se puede inferir un origen íbero. Zubia en vasco significa 'el puente'.

## Símbolos
La Zubia cuenta con un escudo adoptado oficialmente el 30 de mayo de 2005.

### Escudo
Su descripción heráldica es la siguiente:

Escudo partido. Primero, de oro (amarillo), una planta de laurel de varios troncos que nacen del suelo. Segundo, de azur (azul), alquería de plata (blanco), mazonada y aclarada de sable (negro), acompañada en punta por una línea recta de plata. Jefe de gules (rojo), con una corona en oro de Isabel la Católica. En punta, escusón ovalado de plata, con una granada en su color. Al timbre, corona real cerrada.

## Geografía
Integrado en la comarca de la Vega de Granada, se encuentra situado a 6 kilómetros del centro de la capital provincial, a 99 de Jaén, a 162 de Almería y a 296 de Murcia. La Zubia se encuentra muy próxima al parque natural de Sierra Nevada, en la conocida como Vega Sur y rodeada de fértiles tierras. Cuenta con áreas recreativas, prados, cuevas y cerros que fomentan el turismo activo. Uno de sus principales atractivos naturales es el gigantesco árbol que preside el parque de la Encina, un ejemplar de encina más de 700 años declarado monumento vegetal.
Por su término municipal discurre la autovía GR-30 (Circunvalación de Granada), que conecta El Chaparral con la Villa de Otura.
| Noroeste: Granada       | Norte: Granada     | Nordeste: Huétor Vega y Cájar |
| Oeste: Ogíjares y Gójar |                    | Este: Monachil                |
| Suroeste: Gójar         | Sur: Gójar y Dílar | Sureste: Dílar                |

### Núcleos y barrios
El municipio cuenta con tres núcleos de población: el casco urbano propiamente dicho y las pedanías de Cumbres Verdes —dentro del parque natural de Sierra Nevada— y El Barrichuelo.
Los barrios más conocidos son el Molino, el barrio Hondillo, la Cañada de los Priscos, el barrio de San Antonio y el de San Pedro. Algunos de ellos cuentan incluso con sus propias fiestas populares, caso de San Antonio y San Pedro.
En el barrio Hondillo sobreviven otras construcciones más humildes, pequeñas casas, agrupadas en calles con nombres como calle del Primo, calle Higueras o calle Doña Francisca. Esta última toma su nombre en honor de una importante dama del siglo XVIII que supo hacer valer su nombre en una época en la que la mujer no podía ser un personaje público. Reflejo de aquellos tiempos se pueden identificar los diferentes pilares públicos, que abordan las calles del pueblo. Por ejemplo, el pilar de la Placeta del Pilar (siglo XIX). Aún se observan los rebajes en la piedra justo donde se apoyaban las cántaras.
Otro barrio importante es el de San Pedro, de donde procedió Salvador José de Reyes y García de Lara, un hijo del pueblo que llegó a ser Arzobispo de Granada (1851-1865), por lo que de le dedicó la placeta José Reyes. En este barrio se alza una de las más importantes manifestaciones de la religiosidad popular, la ermita de San Pedro (siglo XVIII), que preside la plaza de España, y que pese a la estrechez de sus dimensiones, es una muestra de mezcla de tradición y religiosidad. Cofradías y hermandades daban origen a cultos renovados como este de San Pedro, desligado de otras tradiciones anteriores. Otra muestra de la devoción religiosa se encuentra en la ermita de la Virgen de Gracia, en el barrio Molino, donde además de la imagen de la Virgen se venera a la de un cristo conocido popularmente como el Señor de la Ermita y a la talla de San Antonio de Padua, patrón del tradicional barrio de San Antonio.

## Historia

### Prehistoria
Según archivos históricos, los restos hallados en las cuevas de La Zubia —del Moro, de la Higuerilla y de la Paloma— indican que los primeros asentamientos que se reconocen en la zona son asentamientos megalíticos.

### Época romana
Los restos de una villa romana del siglo I en la que se identificó una zona señorial con varias habitaciones soladas con teselas y otra rústica con una zona de almazara, molino y horno, con al menos un enterramiento fueron descubiertos cuando se hacía la cimentación de una nave en el polígono industrial de El Laurel. Los reconocimientos más importantes tienen su origen a partir del origen romano de la villa. Son escasas las referencias arqueológicas anteriores que han llegado a la actualidad pues, con toda seguridad, el casco urbano se levantó y desarrolló sobre los restos de lo que sería dicho asentamiento romano. Como muestra de esta civilización se puede ver un ara romana con una inscripción latina, aunque se encuentra borrada ya que la piedra fue reutilizada como base para erigir la Cruz de San Antón en el siglo XVII, precisamente en la calle del mismo nombre. La base de la cruz se encuentra casi escondida junto a unos secaderos de tabaco.

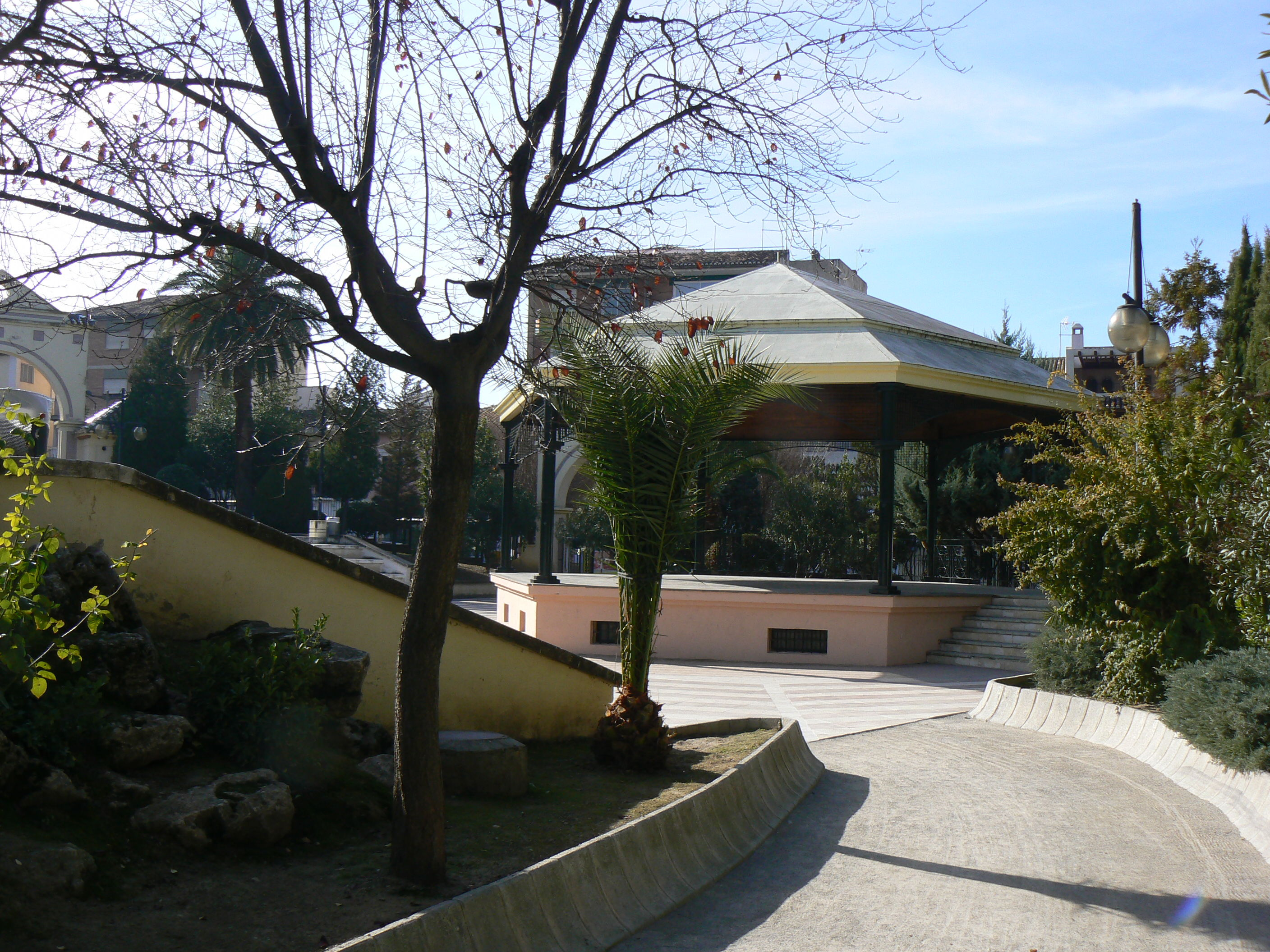
El templete de La Zubia, emplazado en el parque de La Encina

### Época musulmana y católica
El pasado árabe es el que ha dejado mayor número de restos en la villa. El nombre del municipio de La Zubia proviene de la antigua palabra árabe al-Zawiya, Sawiyat o Zauya, que significa «ermita» o «retiro». Esto es así porque La Zubia se encuentra enclavada en un lugar privilegiado que se convirtió en lugar de recogimiento y de rezo de los árabes del Reino de Granada.
Se encuentran aún en La Zubia unos baños árabes de los siglos XII y XIII, en la llamada Casa del Miedo, que está precisamente en la calle Baño. Consisten en dos habitaciones abovedadas con claraboyas octogonales que corresponden al tepidarium o cámara tibia y la caldaria o sala de baño caliente.
La mayor extensión de restos árabes corresponden a la doble red de acequias para la conducción del agua, como la Acequia del Genital —de Genil— y la Acequia Gorda o Acequia de La Zubia. Además de las propias acequias hay restos de la infraestructura anexa que generaron, como los tres arcos árabes que atraviesan el Barranquillo de la Negra, uno de los siete que atraviesa el pueblo, a modo de pequeños acueductos.
También cuenta con las ruinas del Molino de Cantares cerca de la calle Chorreras, nombre que recuerda los chorros de agua que salvaban el desnivel.
Se conservan numerosos aljibes que aparecerían por las calles del pueblo, como el del barrio Hondillo cuyos restos son hoy propiedad privada. La Alberca Grande (siglo XVI), en pleno centro urbano de La Zubia, es una construcción que servía de depósito permanente de agua.
También había albercas para cocer cáñamo por toda la vega del pueblo. Ellas son el testimonio vivo de un cultivo que llegó a producir hasta 10 000 arrobas (110 000 kilogramo) en un solo año. El testimonio gráfico de su cultivo lo constituye un arco del triunfo construido a base de cáñamo, levantado con motivo de la visita de la reina Isabel II a La Zubia en 1862.
También sobresalen en la vega los ya poco visibles restos del Torreón de Yájar (siglo XIV), muy cerca de otro torreón similar en la vecina población de Cájar.

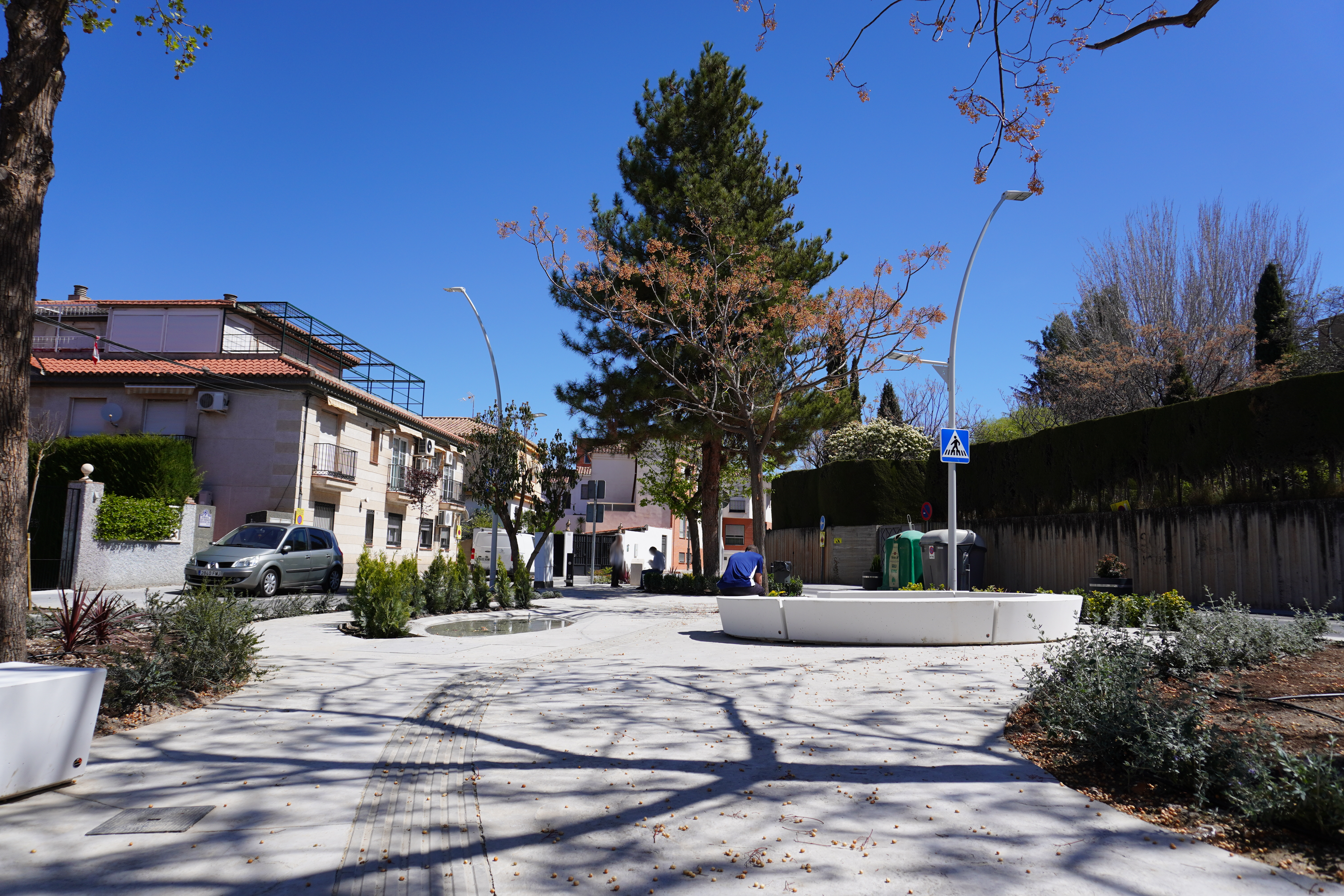
Plaza Almudena Grandes de la localidad de La Zubia

### Historia contemporánea
En los últimos cien años se suceden numerosos cambios como la desaparición del tranvía en 1971 y de una alpargatería; y la creación de la fábrica Alpujarreña, cuya elaboración de tapices y alfombras era destacable.
La Zubia es un municipio que destaca por ser, posiblemente, uno de los pueblos de España que cuenta con un mayor número de deportistas de élite, siendo las disciplinas de atletismo, ciclismo, artes marciales, tenis de mesa y patinaje de velocidad donde se han cosechado los mayores éxitos.

## Demografía
La Zubia cuenta con una población de 20 056 habitantes (INE 2024).
| Gráfica de evolución demográfica de La Zubia entre 1842 y 2021                                                      |
| |
| Población de derecho según los censos de población del INE Población de hecho según los censos de población del INE |

Se distribuyen de la siguiente manera:
| Unidad poblacional | Hab.   |
| ------------------ | ------ |
| La Zubia           | 19 883 |
| Cumbres Verdes     | 194    |
| El Barrichuelo     | 36     |
| Total              | 20 113 |

## Economía

### Evolución de la deuda viva municipal
| Gráfica de evolución de la deuda viva del Ayuntamiento de La Zubia entre 2008 y 2022                               |
| |
| Deuda viva del Ayuntamiento de La Zubia en miles de euros según datos del Ministerio de Hacienda y Función Pública |

## Administración y política
| Período   | Nombre                                                                            | Grupo   |
| --------- | --------------------------------------------------------------------------------- | ------- |
| 1979-1983 | Miguel Palma Molina                                                               | PSOE    |
| 1983-1987 | Diego Díaz Pérez                                                                  | PSOE    |
| 1987-1991 | Miguel Palma Molina                                                               | CPT     |
| 1991-1995 | Miguel Palma Molina                                                               | CPT     |
| 1995-1999 | Jesús Graciliano Arenas Fernández                                                 | PP      |
| 1999-2003 | Jesús Graciliano Arenas Fernández (1999-2001) Jorge Rodríguez Rincón (2001-2003)  | PP PSOE |
| 2003-2007 | Jorge Rodríguez Rincón                                                            | PSOE    |
| 2007-2011 | Jorge Rodríguez Rincón (2007-2008) Mercedes Díaz Aróstegui (2008-2011)            | PSOE    |
| 2011-2015 | Antonio Iglesias Montes (2011-2014) Inmaculada Hernández Rodríguez (2014-2015)    | PP      |
| 2015-2019 | Antonio Molina López                                                              | GANEMOS |
| 2019-2023 | Inmaculada Hernández Rodríguez (2019-2021) Purificación López Quesada (2021-2023) | PP PSOE |
| 2023-act. | Purificación López Quesada                                                        | PSOE    |

| Partido político                         | 2023  | 2023  | 2023       | 2019  | 2019  | 2019       | 2015  | 2015  | 2015       | 2011  | 2011  | 2011       | 2007  | 2007  | 2007       |
| Partido político                         | %     | Votos | Concejales | %     | Votos | Concejales | %     | Votos | Concejales | %     | Votos | Concejales | %     | Votos | Concejales |
| Partido Socialista Obrero Español (PSOE) | 37,93 | 3218  | 7          | 29,18 | 2571  | 5          | 25,02 | 1930  | 4          | 23,82 | 1987  | 5          | 53,34 | 5475  | 12         |
| Partido Popular (PP)                     | 28,58 | 2425  | 5          | 27,52 | 2425  | 5          | 27,94 | 2155  | 5          | 45,24 | 3343  | 9          | 20,70 | 1825  | 4          |
| Izquierda Unida (IU)-Para La Gente (PLG) | 11,29 | 958   | 2          | 5,81  | 512   | 1          | 27,36 | 2110  | 5          | 24,48 | 2042  | 4          | 26,25 | 1201  | 3          |
| Vox                                      | 10,53 | 894   | 2          | 5,23  | 461   | 1          | —     | —     | —          | —     | —     | —          | —     | —     | —          |
| La Zubia Ya (LZY)                        | 7,55  | 641   | 1          | —     | —     | —          | —     | —     | —          | —     | —     | —          | —     | —     | —          |
| Ciudadanos (CS)                          | 2,34  | 199   | 0          | 8,71  | 768   | 1          | 9,32  | 719   | 1          | —     | —     | —          | —     | —     | —          |
| Ganar La Zubia En Común (GLZC)           | —     | —     | —          | 15,52 | 1368  | 3          | —     | —     | —          | —     | —     | —          | —     | —     | —          |
| Avanzamos                                | —     | —     | —          | 7,10  | 626   | 1          | —     | —     | —          | —     | —     | —          | —     | —     | —          |
| Agrupación Popular de La Zubia (APZ)     | —     | —     | —          | —     | —     | —          | 8,47  | 653   | 1          | 6,61  | 551   | 1          | 7,85  | 580   | 1          |

## Servicios

### Educación
El equipamiento educativo de La Zubia está compuesto por dos institutos de educación secundaria: el IES Trevenque y el IES Laurel de la Reina; y tres colegios de primaria: el CEIP Isabel La Católica, el CEIP Enrique Tierno Galván y el CEIP Al-Zawiya. También hay un centro de Formación Profesional (FP) de carácter privado. Existen varias guarderías.
| Centros de Enseñanza en La Zubia (Fuente: Consejería de Educación - Red de Centros Docentes) | Centros de Enseñanza en La Zubia (Fuente: Consejería de Educación - Red de Centros Docentes) | Centros de Enseñanza en La Zubia (Fuente: Consejería de Educación - Red de Centros Docentes) | Centros de Enseñanza en La Zubia (Fuente: Consejería de Educación - Red de Centros Docentes) | Centros de Enseñanza en La Zubia (Fuente: Consejería de Educación - Red de Centros Docentes) | Centros de Enseñanza en La Zubia (Fuente: Consejería de Educación - Red de Centros Docentes) | Centros de Enseñanza en La Zubia (Fuente: Consejería de Educación - Red de Centros Docentes) |
| Código | Denominación                                                                                 | Nombre                                                                                       | Dependencia                                                                                  | Domicilio                                                                                    | Enseñanzas                                                                                   | Servicios                                                                                    |
| --- | -------------------------------------------------------------------------------------------- | -------------------------------------------------------------------------------------------- | -------------------------------------------------------------------------------------------- | -------------------------------------------------------------------------------------------- | -------------------------------------------------------------------------------------------- | -------------------------------------------------------------------------------------------- |
| 18700244 | Instituto de Enseñanza Secundaria                                                            | IES Trevenque                                                                                | Público                                                                                      | Avda. Hermanos Álvarez Quintero s/n                                                          | ESO BAC CFGM                                                                                 | AEX                                                                                          |
| 18001081 | Instituto Enseñanza Secundaria                                                               | IES Laurel de la Reina                                                                       | Público                                                                                      | Calle Everest s/n                                                                            | ESO BAC                                                                                      | AEX COM                                                                                      |
| 18008749 | Colegio Enseñanza Infantil y Primaria                                                        | CEIP Isabel la Católica                                                                      | Público                                                                                      | Cuesta de Corvales                                                                           | INF PRI EE                                                                                   | AEX AM COM                                                                                   |
| 18601102 | Colegio Enseñanza Infantil y Primaria                                                        | CEIP Enrique Tierno Galván                                                                   | Público                                                                                      | Calle Alcalde Francisco Pérez López                                                          | INF PRI EE                                                                                   | AEX AM COM                                                                                   |
| 18000623 | Colegio Enseñanza Infantil y Primaria                                                        | CEIP Al-Zawiya                                                                               | Público                                                                                      | Glorieta Doctor Luis Masast                                                                  | INF PRI EE                                                                                   | AEX AM COM                                                                                   |
| 18500437 | Centro de Educación Permanente                                                               | CEPA Giner de los Ríos                                                                       | Público                                                                                      | Calle Castillo n.º3                                                                          | ADU                                                                                          |                                                                                              |
| 18008956 | Centro Docente Privado                                                                       | CDP La Blanca Paloma                                                                         | Privado                                                                                      | C/ Padre Villoslada n.º2                                                                     | CFGM PCPI FPE                                                                                |                                                                                              |
| 18009067 | Centro Docente Privado                                                                       | CDP EDUCO                                                                                    | Privado                                                                                      | C/ Salvador Dalí n.º1                                                                        | INF                                                                                          |                                                                                              |
| 18009079 | Centro Docente Privado                                                                       | CDP Paredillas                                                                               | Privado                                                                                      | C/ Isaac Peral n.º 5                                                                         | INF                                                                                          |                                                                                              |
| 18011104 | Centro Docente Privado                                                                       | CDP TECNOSUR CENTRO DE FORMACIÓN PROFESIONAL                                                 | Privado                                                                                      | C/ García Lorca n.º44                                                                        | FPE                                                                                          |                                                                                              |
| INF=Educación Infantil PRI=Educación Primaria EE=Educación Especial ESO=Educación Secundaria Obligatoria BAC=Bachillerato CFGM=Formación Profesional AEX=Actividades extraescolares AM=Aula matinal PCPI=Programa Cualificación Profesional Inicial FPE=Formación Profesional Específica COM=Comedor |                                                                                              |                                                                                              |                                                                                              |                                                                                              |                                                                                              |                                                                                              |

## Cultura

### Monumentos
Entre los principales monumentos del municipio destacan:
Convento de San Luis
Uno de los hechos históricos que con mayor arraigo se recuerda en la localidad es el que hace referencia a la reina Isabel La Católica y la batalla de La Zubia. Según cuenta la tradición popular, en el verano de 1491 (25 de agosto, sábado), la reina decidió pasear a caballo para contemplar lo más cerca posible la belleza de la ciudad de La Alhambra y sus alrededores. Los árabes confundieron entonces la osadía de la monarca con una incursión de tropas cristianas, por lo que decidieron atacar. La reina, que estaba en clara desventaja, se refugió entre unos frondosos laureles y dirigió sus plegarias a San Luis. Sus tropas ganaron la escaramuza y la reina hizo voto de construir allí un convento a dicho santo.
En el año 1500 fue fundado el Convento de San Luis, adscrito a la orden de los franciscanos. De dicho convento hoy solo queda la iglesia, en cuya portada se pueden ver los símbolos e iniciales referentes a los Reyes Católicos. La iglesia fue reformada en el siglo XVIII, mezclándose el estilo barroco con líneas sencillas y sobrias, y un tabernáculo neoclásico. En el exterior un jardín romántico decimonónico, donde aparece un templete con varias efigies de santos, un busto de Isabel I, en el Bosquecillo del Laurel, el mismo que según la tradición, acogió a la reina —de ahí su nombre, Laurel de la Reina—. A un lado aparece un mirador construido con motivo del viaje de la reina Isabel II que permite apreciar la vega en una gran extensión, y al fondo la ciudad de Granada. A un lado del convento se encuentran los restos del palacio arzobispal (siglo XIX) que los arzobispos de Granada poseían en la villa. Fue construido por el arzobispo Bienvenido Monzón y Martín sobre los restos del antiguo convento. Su escudo episcopal aparece en la portada principal del edificio así como la fecha de finalización de las obras, 1884. El palacio fue utilizado durante poco tiempo y estuvo en ruinas hasta hace pocos años, cuando fue reconstruido por las monjas mercedarias que ocupan el convento.
Iglesia de la Asunción

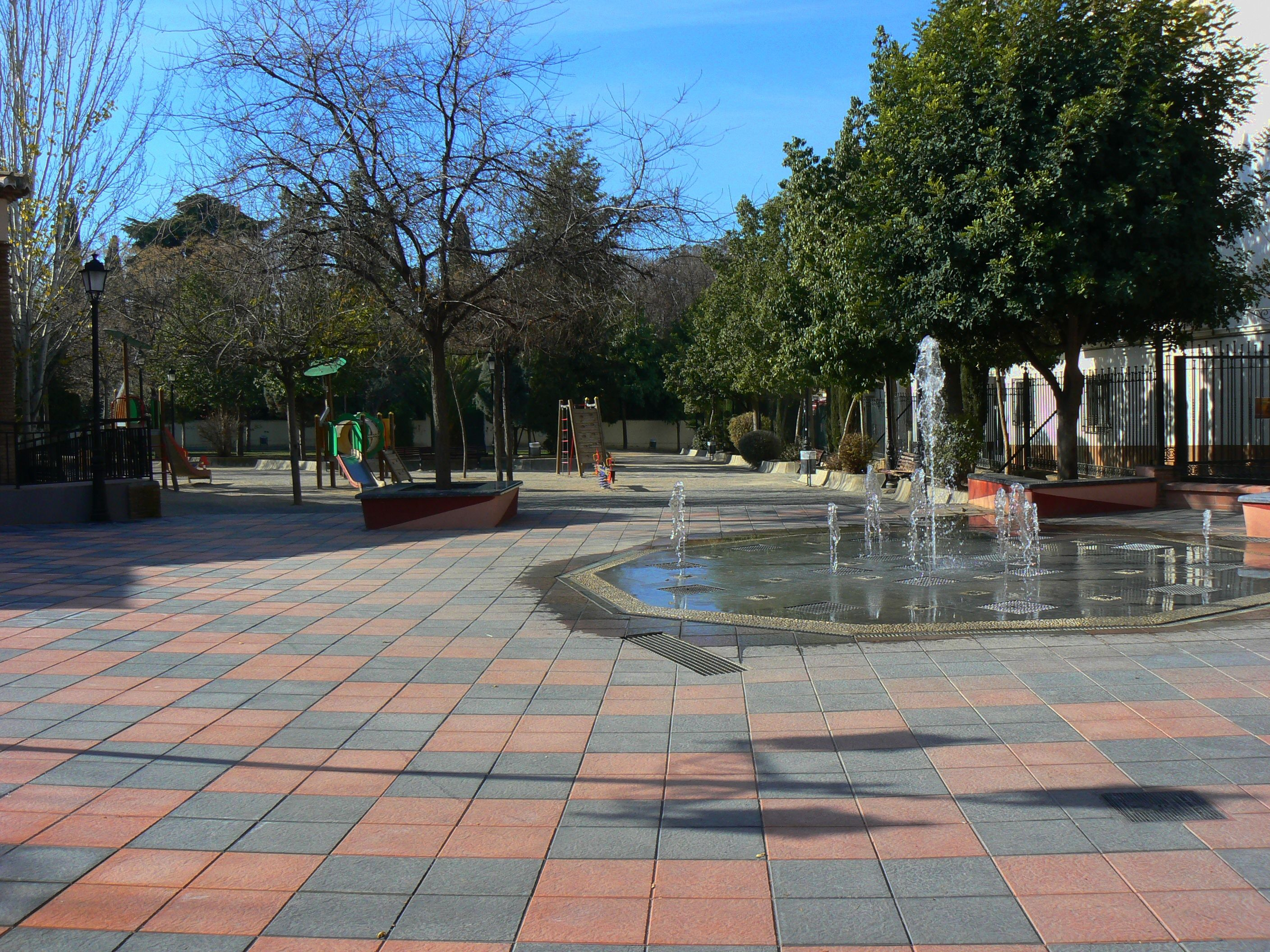
Antigua plaza Juan Carlos I, ahora incluida dentro del parque de La Encina

Otro monumento importante que tiene La Zubia es la iglesia parroquial de Nuestra Señora de la Asunción, construida entre los siglos XVI y XVIII, de estilo mudéjar. El templo se erigió sobre una mezquita y se compone de una nave principal que desemboca en un monumental retablo protobarroco de piedra, trazado por Ambrosio de Vico en 1614. Dicho retablo está adornado con una pintura de Pedro de Raxis. La iglesia cuenta además con una cúpula octogonal cubierta con artesonados. A ambos lados se abren dos pequeñas capillas: a la derecha corresponde a la capilla bautismal y la de la izquierda constituye la base sobre la que se levanta la torre campanario, de tres cuerpos, que está adornada con azulejos. Junto a estos elementos arquitectónicos debe hacerse mención al cuadro titulado Cristo recibiendo el pan de los Ángeles, atribuido a Don Pedro A. Bocanegra y la sobriedad de la puerta principal y lateral de marcado estilo manierista. La iglesia ha sido declarada Bien de Interés Cultural.

### Fiestas
El calendario festivo de La Zubia arranca cada año con la celebración de la fiesta de la Candelaria cada 2 de febrero, con la quema de grandes hogueras por parte de los vecinos en la caída de la noche y actuaciones en el parque de la Encina. Durante la tarde, desde la parroquia y portado por los niños de catequesis, procesiona la pequeña imagen del Niño Jesús por los alrededores del templo parroquial.
A primeros de marzo tiene lugar la celebración de la Batalla de la Reina, con la instalación de un mercado medieval en el centro de la localidad, actividades medievales y representación de la histórica batalla que se celebró en la localidad durante la Reconquista de Granada entre cristianos y musulmanes.
El 3 de mayo se celebra la tradicional fiesta del Día de la Cruz. Durante la jornada se montan diversos altares en honor a la Santa Cruz junto a los que se realizan bailes tradicionales. Es costumbre también en este día acudir a la vega de la localidad para merendar en familia degustando las tradicionales habas con bacalao y roscas, así como roar el huevo, tradición consistente en estrellar un huevo cocido en la frente de alguno de los familiares o amigos para posteriormente comérselo.
Las fiestas patronales de La Zubia tienen lugar en torno al 16 de mayo, festividad del patrón del pueblo, San Juan Nepomuceno. Durante cuatro o cinco días la localidad celebra sus fiestas mayores con diversidad de actividades, verbenas, conciertos y actos deportivos. La fiesta se divide entre el casco urbano del pueblo y el recinto ferial, donde se ubican diversas atracciones de feria. El 16 de mayo, fiesta local, se celebra una solemne eucaristía y posterior procesión con la imagen del patrón junto a la Virgen del Rosario por las principales calles de La Zubia, finalizando con la quema de un castillo de fuegos artificiales.
En torno al 13 de junio el barrio de San Antonio celebra la fiesta de su patrón que da nombre al barrio, con diversos actos y verbenas en las calles del mismo.
Las conocidas como fiestas de la Simpatía se celebran el fin de semana posterior al 29 de junio, fiesta de San Pedro Apóstol, y sirven de pistoletazo de salida a la época estival. Tras las patronales, son la de mayor antigüedad de las que se conservan en el pueblo. Se celebran en el céntrico barrio de San Pedro, en torno a la ermita homónima del santo situada en la plaza España. Cuentan con gran popularidad entre los vecinos que abarrotan sus calles durante los cuatro días de fiesta. Atracciones de feria, barras y puestos ambulantes se reparten por diversos lugares del barrio zubiense durante dichos días.
El 8 de septiembre se celebra la fiesta de la Virgen de Gracia, patrona del barrio de la Cañada de los Priscos. El fin de semana más próximo, la Asociación de Vecinos del citado barrio organiza estas pequeñas fiestas con verbena y diversas actividades.
Aparte de las ya citadas, La Zubia festeja como es común en el resto de municipios las Fiestas de Navidad, destacando la fiesta de fin de año o la cabalgata de Reyes Magos, la Semana Santa con las procesiones de Jesús Crucificado, Nuestro Padre Jesús Nazareno o la Virgen de los Dolores, y la fiesta del Corpus Christi con procesión por los aledaños de la parroquia y la instalación de altares por los vecinos de la localidad al paso del cortejo.
Como curiosidad cabe destacar que el patrón de La Zubia fue elegido por votación popular en 1748, quedando en segundo lugar San Miguel Arcángel. Otra curiosidad se dio en los años del hambre, durante la posguerra española (1939-45). El cura de Monachil, aprovechando la escasez de comida, obligó al cura de La Zubia a vender la imagen de San Antón a su parroquia de Monachil a cambio de una espaldilla de tocino. Desde entonces este es el patrón de Monachil.
Semana Santa

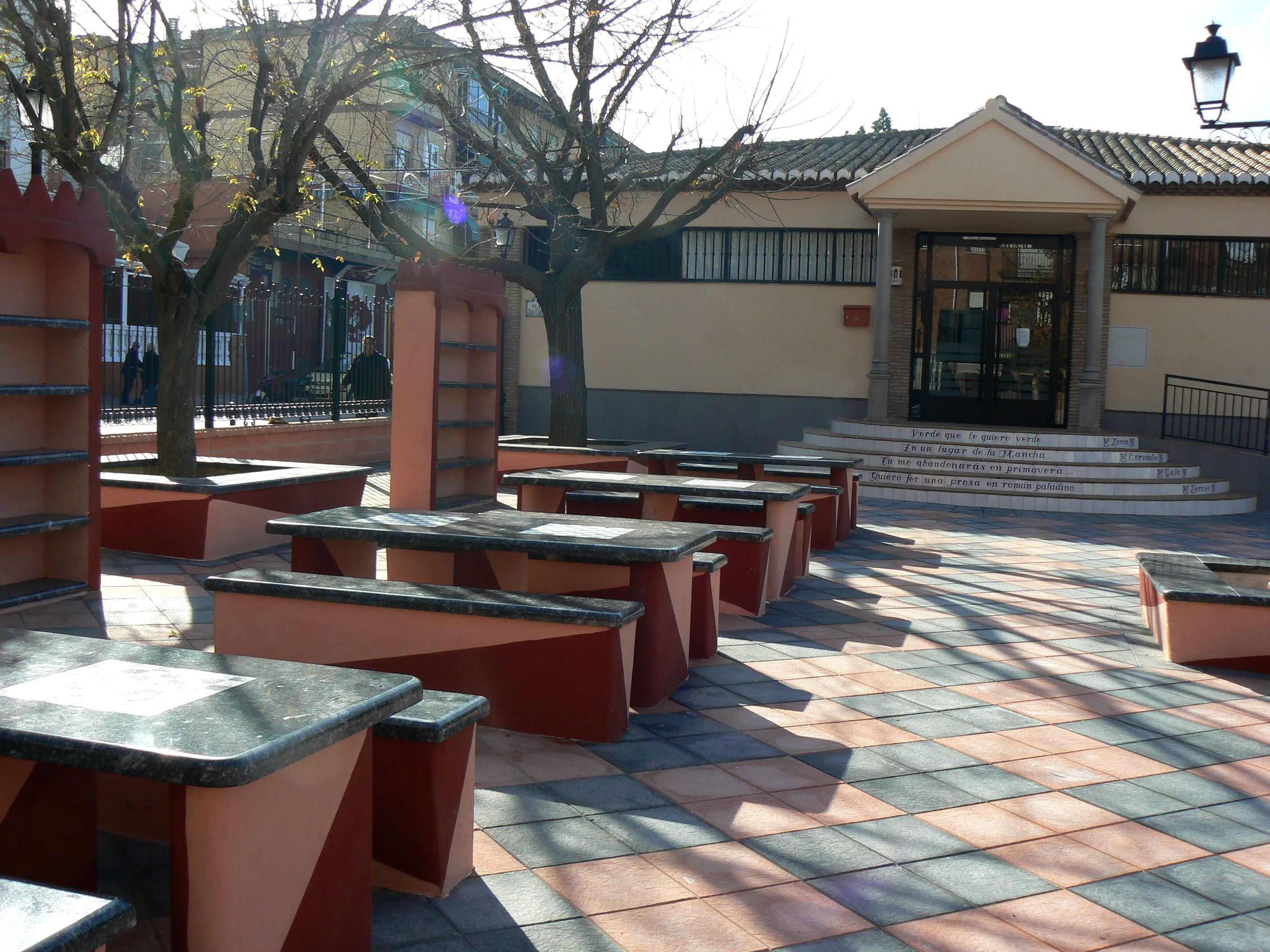
Biblioteca

La Semana Santa de La Zubia arranca cada año el Domingo de Ramos con la procesión de palmas desde la Residencia de las Hijas de la Caridad hasta la parroquia. En la media noche del Jueves al Viernes Santo se celebra el vía crucis con la imagen de Cristo Crucificado finalizando en la ermita del Calvario o de San Pedro. El Viernes Santo procesiona la Hermandad Sacramental de Nuestro Padre Jesús Nazareno y Nuestra Señora de los Dolores, fundada en 1748 y rescatada en el año 2002, que cuenta con el acompañamiento musical de la Joven Banda Municipal de Música de La Zubia. La imagen de Jesús Nazareno cuenta con gran devoción entre los vecinos, habiendo procesionado durante muchos años en rogativas en tiempos de sequía o epidemias o en las fiestas patronales de San Juan Nepomuceno junto a la imagen del patrón.
Procesiones
El 16 de mayo, fiesta local en la localidad, tiene lugar la procesión de San Juan Nepomuceno y Nuestra Señora del Rosario, patrones de La Zubia. La procesión es organizada por la asociación parroquial de San Juan Nepomuceno y la Virgen del Rosario y es el colofón a diversos actos de culto que durante los días previos a la festividad del patrón se celebran en su honor en el interior de la parroquia.
El Domingo de Corpus, con fecha variable entre los meses de mayo o junio, se celebra el Corpus Christi con procesión de la antigua custodia de plata, perteneciente al patrimonio de la parroquia bajo templete de estilo neogótico. Durante el itinerario por los aledaños del templo parroquial, los vecinos levantan altares en honor al Santísimo Sacramento y engalanan sus calles.
El 13 de junio, los vecinos del barrio de San Antonio sacan en procesión a su santo patrón por las calles del citado barrio. La pequeña imagen del santo es portado, generalmente siempre por mujeres, desde la ermita del Calvario hasta la plaza del barrio donde se celebra la eucaristía en su honor. Al término, la imagen es devuelta en procesión de nuevo hasta su ermita.
La procesión de San Pedro se celebra siempre el domingo posterior a su fiesta del 29 de junio. Arranca con un traslado de la imagen desde su ermita hasta la cercana plaza del Castillo donde se realiza una solemne eucarístia en su honor. A continuación, comienza la procesión por las principales calles del barrio, transcurriendo por enclaves como la estrecha calle Higueras, la plaza de la Erilla donde se realiza el lanzamiento de fuegos artificiales o por la plaza de San Pedro, donde los vecinos montan un altar en honor al apóstol.
El sábado posterior al 8 de septiembre, el barrio de la Cañada de los Priscos festeja a su patrona, la Virgen de Gracia, con eucaristía en la plaza del barrio y pequeña procesión por los alrededores del local social.

### Lugares de interés
Las huertas
La influencia morisca se sigue dejando sentir en el trazado del barrio Alto, en la estrechez de algunos callejones y calles como la de Miguel Hernández, antigua calle Real. En ella se alzan casonas de familias importantes como lo demuestran sus imponentes portadas, cierres o balcones. Sin embargo, las antiguas huertas que presidían el centro del pueblo casi han desaparecido. Quizás su mejor representante sea la Huerta Grande, Huerta Íberos, o la Huerta de Santa Rita; de otras solo queda el nombre como la Huerta de las Infantas, un pequeño palacete nazarí del siglo XIX, o la Casa Ahumada, relacionada con la fundación de la Guardia Civil, precisamente en terrenos que hasta hace poco pertenecían a la Huerta Grande y que actualmente están destinados a albergar una amplia zona verde de 7200 m².
La Encina de La Zubia

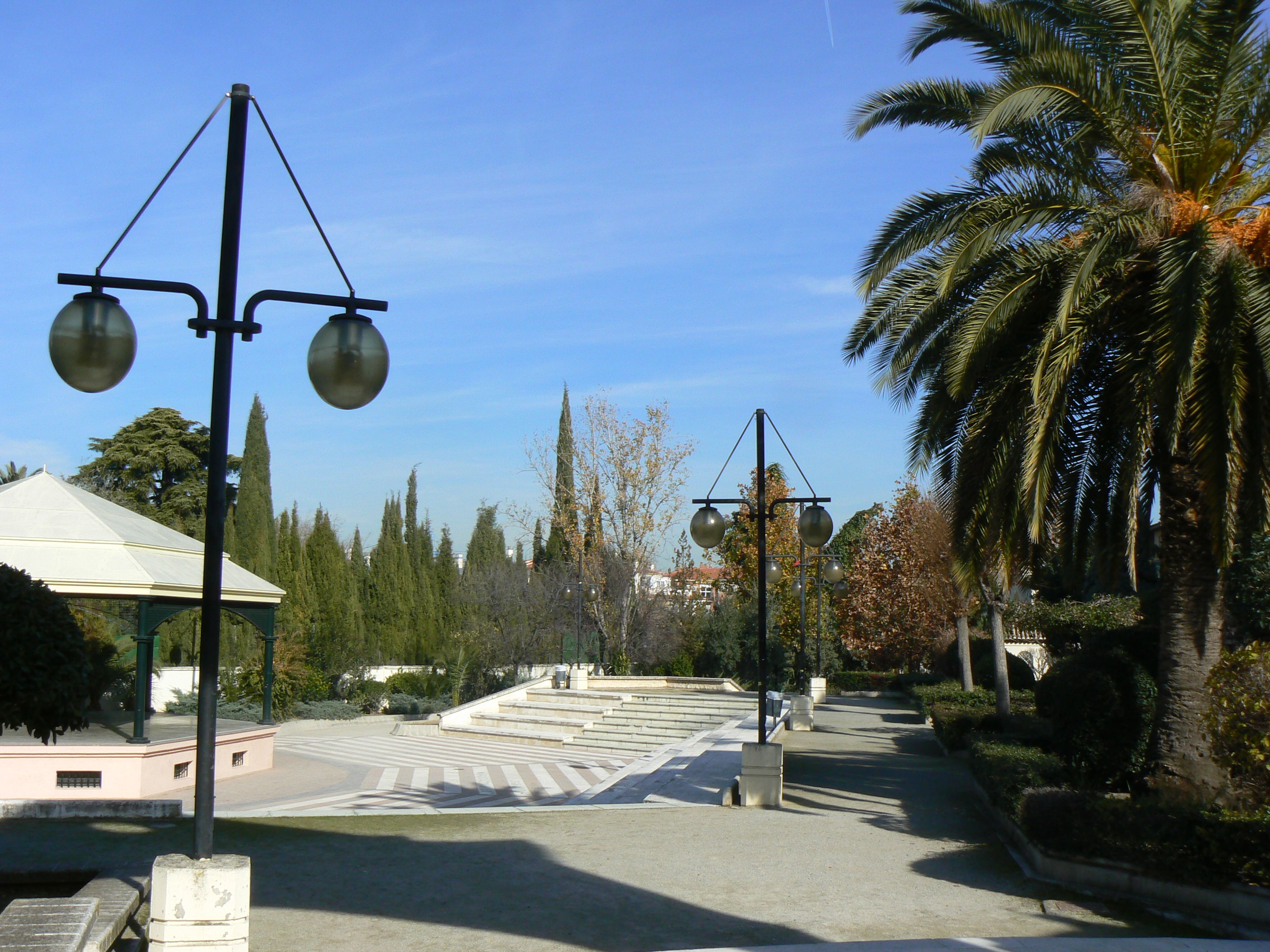
Parque de La Encina, donde se encuentra la Encina de La Zubia

En pleno corazón del pueblo se encuentra la mítica encina de La Zubia, un enorme ejemplar con una antigüedad de más de setecientos años que pertenece al patrimonio natural y, sin duda, símbolo del pueblo.
El telar
En la fábrica de La Alpujarreña se elaboran desde la década de 1920 alfombras y tapices para los más variados lugares.
La alpargatería
Al hablar de actividades tradicionales de La Zubia no se puede pasar por alto hacer una mención a la industria del calzado, propia de la zona levantina de España. Esta actividad ha desaparecido y solo queda en el recuerdo de las personas mayores, pero el trabajo del esparto ha sido muy significativo en el desarrollo del pueblo, donde de manera artesanal se realizaban artículos como las alpargatas de La Zubia.

### Gastronomía
La gastronomía local está basada en los productos típicos de la zona. Destacan platos como las habas fritas con jamón, migas de pan, patatas al montón, conejo al ajillo, huevos moles, olla de col y el huevo y la rosca, este último es tradicional el Día de la Cruz. Y los dulces tradicionales como los roscos y pestiños elaborados en el mismo municipio.

## Localidades hermanadas
- Miercurea Ciuc, Rumanía